# Kiklopsko otočje
Kiklopsko otočje (v italijanskem izvirniku Isole Ciclopi [ìzole čìklopi]), je skupina devetih otokov v Jonskem morju, vzhodno od naselja Aci Trezza. Upravno spada pod italijansko deželo Sicilija (pokrajina Catania).
Otočje je vulkanskega porekla. Sestoji iz podolgovatega lakolita, to je jezika lave, ki se je vrinil med dve skalnati plasti in s tem dvignil zgornjo plast. S časom je morska erozija razjedla to zgornjo plast in tako so nastali otoki. Danes jih je devet, od katerih kar pet brez uradnega imena, saj gre samo za neobljudene čeri. Področje je naravoslovno zaščiteno. Manjši otoki, imenovani faraglioni [faraljòni] (= visoke priobalne čeri), so zanimivi predvsem za geologe zaradi značilnih bazaltnih stebrov, ki na njih izstopajo. Veliki otok Lachea pa je tudi biotop, v katerem živijo endemične živalske in rastlinske vrste. Od leta 1869 je last Univerze mesta Catania.
Otočje sestoji iz sledečih otokov:
| Otok                     | Površina km² |
| ------------------------ | ------------ |
| Lachea                   | 0,02         |
| Faraglione Grande        |              |
| Faraglione di Mezzo      |              |
| Faraglione degli Uccelli |              |